# Mia Panneels-Van Baelen
Maria (Mia) Panneels-Van Baelen geboren Maria Van Baelen (Bree, 6 mei 1932 - Vilvoorde, 31 oktober 2016) was een Belgisch politica voor de CVP.

## Levensloop
Panneels-Van Baelen was tot aan haar huwelijk onderwijzeres en werd vervolgens werkzaam bij het NCMV.
Ze werd politiek actief voor de CVP en was voor deze partij van 1971 tot 1976 gemeenteraadslid van Diegem. Na de fusie met Machelen was ze daar gemeenteraadslid en van 1977 tot 1982 schepen van Onderwijs.
Van 1977 tot 1991 zetelde ze ook in de Senaat als rechtstreeks gekozen senator voor het arrondissement Brussel. Van 1985 tot 1991 was ze er secretaris. In de periode mei 1977 tot oktober 1980 zetelde ze als gevolg van het toen bestaande dubbelmandaat ook in de Cultuurraad voor de Nederlandse Cultuurgemeenschap. Vanaf 21 oktober 1980 tot november 1991 was ze lid van de Vlaamse Raad.